# Stenus scabiosus
Stenus scabiosus är en skalbaggsart som beskrevs av Thomas Casey. Stenus scabiosus ingår i släktet Stenus och familjen kortvingar. Inga underarter finns listade i Catalogue of Life.